# 황열 (조선)
황열(黃悅, 1501년 12월 1일 ~ 1575년 11월 12일)은 조선 중기의 문신이다. 본관은 장수(長水), 자는 중흡(仲洽), 호는 정관(靜觀)이다. 황치신(黃致身)의 손자이자 황정욱(黃廷彧)의 아버지이다.

## 생애
1536년(중종 31) 문과에 급제했으며, 승문원부정자(承文院副正字), 승문원박사(承文院博士)·봉상시직장(奉常寺直長)을 거쳤다.
1538년(중종 33) 성주(星州)의 사고(史庫)에 재변이 있었을 때 겸 춘추관기사관(春秋館記事官)으로 제수되어 열성(列聖)의 실록을 새로 마련하는 데 참여했다.
이후 형조좌랑(刑曹佐郞), 함경도도사(咸鏡道都事), 호조정랑(戶曹正郞)을 거쳤다.
1544년(중종 39) 부친상을 당했으며, 삼년상을 마친 후 호조정랑, 공조정랑(工曹正郞)을 거치고 1547년(명종 2) 지평(持平)을 겸했다가 군기시첨정(軍器寺僉正)으로 옮겼다.
이듬해 제용감부정(濟用監副正)으로서 이천도호부사(利川都護府使)로 나갔다가 2년을 넘기고 파직되었으나, 이후 서용되어 사예(司藝), 강원도찰방(江原道察訪), 사성(司成), 군기시부정(軍器寺副正)을 거쳤다.
1553년(명종 8) 철원도호부사(鐵原都護府使)로 제수되었으나, 사헌부(司憲府)의 청으로 체직되었으며, 이듬해 숙천도호부사(肅川都護府使)로 나갔다.
내직으로 돌아와 봉례(奉禮), 참교(參校), 사복시부정(司僕寺副正)을 거치고 1559년(명종 14) 군기시정(軍器寺正)으로 승진했으며, 1563년(명종 18) 사복시정(司僕寺正)로 재직 중 사헌부의 청으로 파직되었다.
이후 다시 서용되어 봉상시첨정(奉常寺僉正), 군자감부정(軍資監副正), 사도시정(司䆃寺正), 내자시정(內資寺正), 예빈시정(禮賓寺正), 사옹원정(司饔院正), 장악원정(掌樂院正)을 거치고 1571년(선조 4) 우통례(右通禮)로 임명되었다.
이듬해 좌통례(左通禮)로 승진하고 1575년(선조 8) 3월 부호군(副護軍)·오위장(五衛將)으로 제수되었으나, 11월 향년 75세로 졸했다.

## 가족 관계
- 증조 - 황사장(黃事長)[1] : 안동대도호부사(安東大都護府使), 황치신(黃致身, 1397년 ~ 1484년)의 차남
  - 조부 - 황섬(黃蟾)[1] : 방답진첨절제사(防踏鎭僉節制使), 증(贈) 병조판서(兵曹判書)
    - 아버지 - 황기준(黃起峻, ? ~ 1544년)[1] : 조지서별제(造紙署別提), 증 좌찬성(左贊成)
    - 어머니 - 양천현령(陽川縣令) 박집(朴緝)의 딸[1]
      - 부인 - 부사직(副司直) 허용(許墉)의 딸[1]
        - 장남 - 황정식(黃廷式, 1529년 ~ 1592년) : 이조참의(吏曹參議), 증 이조참판(吏曹參判)
        - 차남 - 황정욱(黃廷彧, 1532년 ~ 1607년) : 장계부원군(長溪府院君), 증 영의정(領議政), 문정공(文貞公)
        - 3남 - 요절[1]
        - 4남 - 요절[1]